# Senegalia kelloggiana
Senegalia kelloggiana là một loài thực vật có hoa trong họ Đậu. Loài này được (A.M. Carter & Rudd) C.E. Glass & Seigler mô tả khoa học đầu tiên năm 2006.